# Lesja Kalitovska
Lesya Mykhajlivna Kalitovska (Oekraïens: Леся Михайлівна Калитовська) (Oblast Lviv, 13 februari 1988) is een Oekraïense voormalig wielrenster. Ze was zowel op de baan als op de weg actief.

## Carrière
In 2005 won Kalitovska zowel de Europese als de wereldtitel op de achtervolging bij de dames junioren, in 2006 wist ze deze prestatie te evenaren. Op het wereldkampioenschap baanwielrennen van 2008 behaalde ze samen met Ljoebov Sjoelika en Svitlana Haljoek de tweede plaats op de ploegenachtervolging. In 2008 nam ze bij de Olympische Zomerspelen 2008 in Peking deel aan de ploegenachtervolging en de puntenkoers en behaalde hier respectievelijk een derde en vijfde plaats. Vier jaar later behaalde ze bij de Olympische Zomerspelen 2012 in Londen een negende plaats als team bij de ploegenachtervolging.

## Palmares

### Baanwielrennen
| Jaar        | UK          | EK                                                 | WK                                                        | Overige |
| Als juniore | Als juniore | Als juniore                                        | Als juniore                                               | Als juniore |
| ----------- | ----------- | -------------------------------------------------- | --------------------------------------------------------- | --- |
| 2005        |             | achtervolging                                      | achtervolging                                             | |
| 2006        |             | achtervolging                                      | achtervolging                                             | |
| Als belofte |             |                                                    |                                                           | |
| 2007        |             | achtervolging                                      |                                                           | |
| 2008        |             |                                                    |                                                           | |
| 2009        |             | ploegenachtervolging · achtervolging · puntenkoers |                                                           | |
| Als elite   |             |                                                    |                                                           | |
| 2006        |             |                                                    |                                                           | WB Moskou: · scratch |
| 2007        |             |                                                    | 7e achtervolging 9e scratch                               | WB Beijing: · ploegenachtervolging · ploegenachtervolging |
| 2008        |             |                                                    | ploegenachtervolging · 6e achtervolging · 18e puntenkoers | Olympische Spelen: · achtervolging · 5e puntenkoers · WB Los Angeles: · achtervolging · WB Manchester: · ploegenachtervolging · WB Melbourne: · ploegenachtervolging |
| 2009        |             |                                                    | 5e omnium                                                 | WB Melbourne: · achtervolging |
| 2010        |             |                                                    | 6e achtervolging 8e ploegenachtervolging                  | |
| 2011        |             |                                                    | 8e ploegenachtervolging                                   | WB Cali: · achtervolging |
| 2012        |             |                                                    | 9e ploegenachtervolging 16e scratch                       | Olympische Spelen: · 9e ploegenachtervolging · WB Londen: · scratch                                                                                                  |

### Wegwielrennen
2006
 Wereldkampioenschap tijdrijden, junioren
2007
 Oekraïens kampioenschap tijdrijden, elite
2008
 Oekraïens kampioenschap tijdrijden, elite
 Europees kampioenschap op de weg, beloften
 Europees kampioenschap tijdrijden, beloften
2010
 Europees kampioenschap op de weg, beloften
 Oekraïens kampioenschap op de weg, elite